# Mários Várvoglis
Mários Várvoglis (en grec moderne : Μάριος Βάρβογλης), né à Bruxelles le 10 décembre 1885 et mort à Athènes le 31 juillet 1967, est un compositeur grec.

## Biographie
Varvoglis est né à Bruxelles. Il a étudié la musique au Conservatoire de Paris et à la Schola Cantorum avec Xavier Leroux, Georges Caussade, Vincent d'Indy et d'autres. Il est resté à Montparnasse jusqu'en 1922, en étroite relation avec des cercles artistique où se trouvaient Alfredo Casella, Maurice Ravel, Edgard Varèse et Modigliani, dont une des dernières peintures a été son portrait. Après 1920 il a enseigné au Conservatoire d'Athènes et est devenu actif comme critique musical et chef d'orchestre. Il a été persécuté pour ses convictions libérales et a été emprisonné dans un camp britannique après la Deuxième Guerre mondiale.
Il est mort à Athènes.